# Prasinocyma pulchraria
Prasinocyma pulchraria är en fjärilsart som beskrevs av Swinhoe 1904. Prasinocyma pulchraria ingår i släktet Prasinocyma och familjen mätare. Inga underarter finns listade i Catalogue of Life.